# La náusea
La náusea es la primera novela filosófica del filósofo francés Jean Paul Sartre. Es el resultado de todo el período de su formación, especialmente ligado a su estadía en Alemania (Maison Académique Française de Berlin: 1933-1934), a su discipulado de Edmund Husserl y de la escuela fenomenológica, y, al mismo tiempo, al estudio minucioso, que tanto influyó en él, de lo que hasta ese momento había publicado Martin Heidegger.
La primera redacción de la novela se remonta a 1931, cuando Sartre tenía veintiséis años. Fueron agregadas reestructuraciones en 1934 y en 1936. La versión definitiva, la que ha de publicarse, es la de 1938. La intención del autor era llamarla Melancolía I, tomando el título de uno de los grabados de Alberto Durero. En el momento de la publicación triunfará la posición de Gallimard, y el nombre de la obra será el que tuvo.

## Lugar y personajes
La obra se desarrolla en Bouville, una ciudad imaginaria. De alguna manera puede estar vinculada a Le Havre, donde Sartre ejerció como profesor de filosofía, antes de consagrarse, con el abandono del Liceo, a su tarea de escritor.
El protagonista es Antoine Roquentin, hombre soltero de alrededor de treinta años. Vive solo en Bouville. Trabaja meticulosamente en una obra sobre la vida del Marqués de Rollebon, un aristócrata de fines del siglo XVIII. No tiene profesión y vive de sus rentas, luego de haber abandonado un empleo en Indochina, por haberse cansado de viajar y por haber dejado de sentir tal empeño como aventura deseable.
Sobre el trasfondo distante de esa ciudad provinciana, de sus enjambres de personajes ignorados, se recortan algunas pocas figuras. Empleadas de cafés y restaurantes, la exnovia-amante Anny y "el Autodidacto" (Ogier P.). Anny es una actriz de una treintena de años, mantenida por su hombre de turno. El Autodidacto, en cierto modo amigo del protagonista principal, el narrador en primera persona, es una figura indefinida con matices algo absurdos. El Autodidacto estudia por orden alfabético los libros de la Biblioteca de la ciudad, en un afán de perfeccionamiento cuyas motivaciones no aparecen claras. Este empeño de cultura se da en un hombre definidamente pederasta que, por tal motivo, es descubierto y alejado de sus libros cuando intenta acariciar a un muchachito adolescente en la biblioteca.

## Análisis

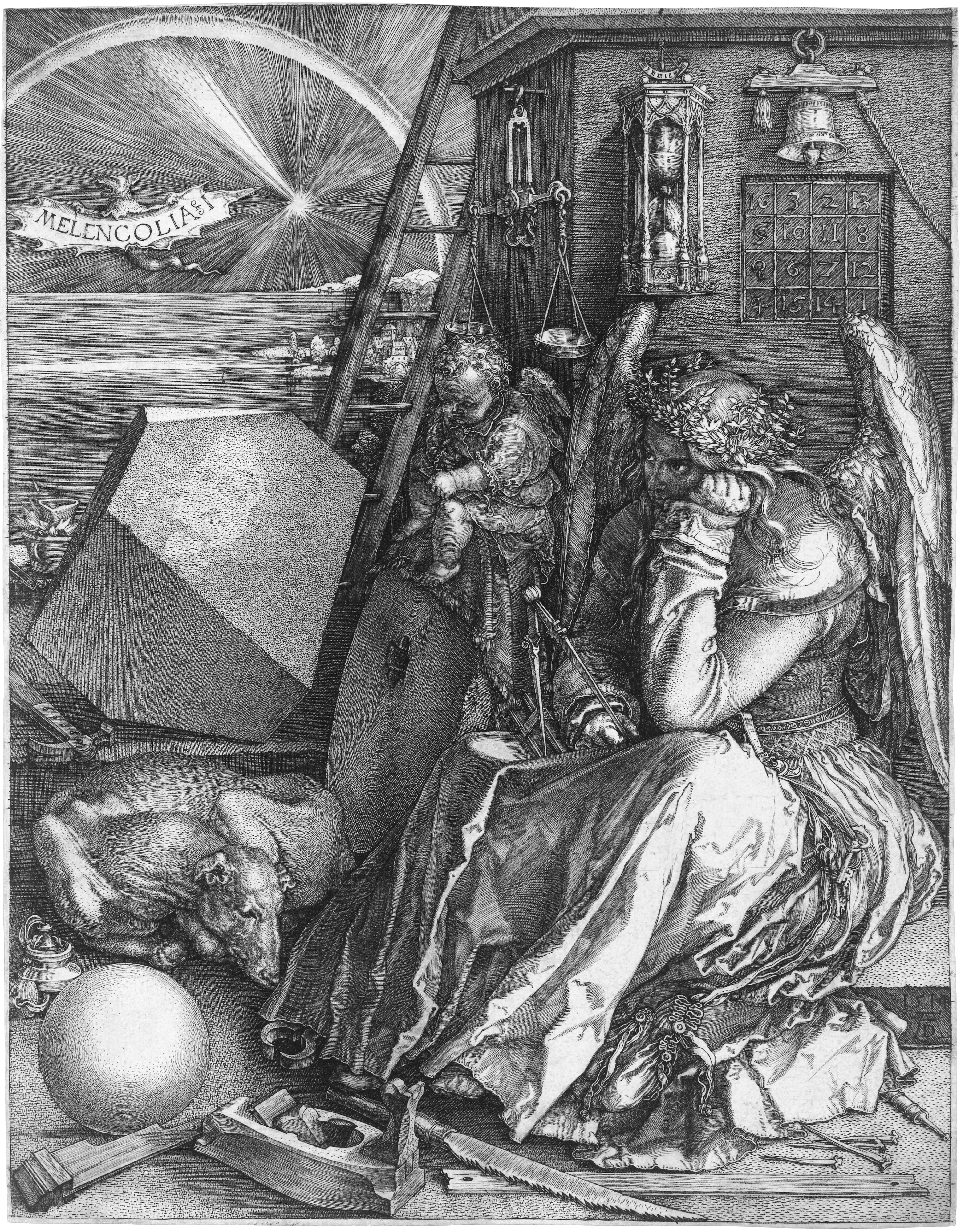
Melancolía I (Alberto Durero, 1514)

Toda la novela surge del diario personal que lleva minuciosamente, y fechado, Roquentin. Con detalle estampa sus impresiones cotidianas, con una lenta morosidad que mucho tiene que ver con ese mundo absurdo y solitario en que está inserto. El acercamiento a los descubrimientos filosóficos fundamentales se va dando de a poco, como la aproximación al clímax de una revelación mística. Los críticos suelen mencionar la influencia de Louis-Ferdinand Céline, de Franz Kafka, de Raymond Queneau.
La versión original, antes de publicarse, fue purificada por el mismo Sartre, que suprimió algunos pasajes "un poco libres". En total se eliminaron unas cuarenta páginas.
Tal como acontece en El extranjero, de Albert Camus, Roquentin vive en un mundo sin sentido. Le asombra comprobar que los buenos burgueses de la ciudad no adviertan estos aspectos de la realidad, que para él son tan evidentes. Un alejamiento profundo lo distancia de todo lo que lo rodea y, finalmente, lo distanciará de la obra misma en que está trabajando. El Marqués de Rollebon dejará de interesarle, y abandonará su ficticia o engañosa vocación de historiador.

## Temas de la obra
Los temas más importantes que destacan en esta novela de Sartre son la muerte, la historia, el progreso, el automatismo y la rebelión, entre otros. El autor nos induce en esta novela a cuestionar y poner en duda la existencia del ser humano y, especialmente, su propósito vital. Compartiendo algunos puntos con otro escritor existencialista, Albert Camus, Sartre llega a la conclusión de que la vida del hombre es vacía. Frente a esta constatación, el hombre que se da cuenta de esta evidencia siente profundamente una sensación de repugnancia, de náusea, como lo dice el título de la obra. En pocas palabras; progreso, pasión futura, etc., no son más que ilusiones. En la página 65 el autor dice: "[...]El tiempo de un relámpago. Después de ello, el desfile vuelve a comenzar, nos acomodamos a hacer la adición de las horas y de los días. Lunes, martes, miércoles, abril, mayo, junio de 1924, 1925, 1926: esto es vivir".

## La crisis
Lo que lentamente se iba aproximando, lo que lentamente le iba mostrando a Roquentin, lo absurdo de las cosas y de los menesteres cotidianos de la vida, tendrá su crisis o desencadenamiento en un parque público. El pasaje es de varias páginas, y ha llegado a mover al pensador Alphonse de Waelhens, para decir que en ese fragmento se cifra todo el pensar heideggeriano de "Ser y tiempo". Para el profesor de Lovaina, en esas palabras se traduce la experiencia central de toda la filosofía del filósofo alemán.

Estaba, pues, hace un momento en el jardín público. La raíz del castaño se hundía en la tierra justamente por debajo de mi banco. No me acordaba ya de que esto era una raíz. Las palabras se habían desvanecido, y con ellas la significación de las cosas, sus modos de empleo, las débiles marcas que los hombres han trazado en su superficie. Estaba sentado, un poco inclinado, la cabeza baja, solo ante esta masa negra y nudosa, enteramente bruta y que me causaba miedo. Y después tuve esta iluminación.

Roquentin manifiesta que la visión le cortó el aliento. Nunca antes había presentido lo que quería decir "existir". Era como todos los otros. Decía: "El mar "es" verde." Pero no sospechaba el existir que se escondía detrás del "es". El protagonista reconoce de inmediato que la brutalidad de la existencia, que es y que no es una nada, se esconde regularmente en la vida de todos los días. Se usan las cosas, como útiles, se las maneja, se hacen proyectos, se encuentran o dibujan caminos, pero todo ello en un afán humano de tejer una "inteligibilidad" que se adosa a la existencia o a lo que brutamente existe, para quitarle toda su aspereza. Las palabras contribuyen a ello. Son como láminas significantes que alejan de lo existente, en toda su crudeza. Toda la diversidad de las cosas, su separación, no es más que una apariencia. El ente es total y sin fisuras, como en lenguaje parmenídeo. Cuando ese barniz puramente externo se diluye, la existencia del todo en su totalidad se abalanza sobre nosotros.
En su diario, estima Roquentin que la palabra absurdidez aparece. Todo es sin sentido y "sin fundamentación". Por ello, lo esencial es la "contingencia", la carencia de explicación. Ese absurdo, día a día, es disimulado por el mundo coloreado por los hombres. El mundo de la existencia de los entes, de todos los entes, de todos los hombres, es un mundo sin razones y sin explicaciones. Ante la raíz "revelada", hubiese podido repetirse: "Es una raíz." Sin embargo, ya las palabras no hubiesen hecho mella en lo entrevisto. La raíz des-velada de la película envolvente era obscena, nudosa, inerte y sin nombre.
Roquentin concluye:

Lo esencial es la contingencia. Quiero decir que, por definición, la existencia no es la necesidad. Existir es estar ahí, simplemente; los existentes -leamos nosotros los entes- aparecen, se dejan encontrar; pero no se los puede nunca deducir...

Esta visión filosófica, anticipada en cien detalles de la novela, desencadenará el desenlace. Roquentin se ha de alejar de los propósitos o tareas o profesiones habituales. Solamente llega a entrever que acaso pueda otorgarle un sentido a su vida, sin sentido como la de todos los hombres, y se entregará a la escritura de alguna obra de ficción.
Deja Bouville en tren. No se conoce su destino -a excepción de que se dirigirá a París- ni el de su manuscrito, que al comienzo de la obra declararán haber hallado los editores.